# Hazel Barton
Hazel A. Barton (* 1972 in Bristol) ist Professorin für Mikrobiologie an der Northern Kentucky University und bekannte Höhlenforscherin.

## Leben und Wirken
Geboren in Bristol, wuchs Barton in Brislington Village, einem Vorort, auf. Ihr Lehrer Martin Upson an der Brislington Comprehensive School förderte ihr frühes Interesse an Wissenschaft, besonders der Biologie. Mit 14 Jahren besuchte sie erstmals eine Höhle und entwickelte ein Interesse für die Höhlenforschung und an Höhlentieren.
Barton studierte an der University of the West of England angewandte Biowissenschaften. Nach dem Abschluss als Bachelor wechselte sie nach Colorado und setzte dort ihre Studien am Health Sciences Center Denver fort, die sie 1997 mit dem Ph.D. für Mikrobiologie und Immunologie abschloss. Danach war sie zwei Jahre am Chirurgischen Department tätig. Barton nahm eine Stelle als Professor für Integrative Science an der Northern Kentucky University an und ist auch Associate Professor für Biowissenschaften.
Hazel Barton ist auch als begeisterte Höhlenforscherin bekannt. Sie untersuchte Höhlen auf fünf Kontinenten, gewann mehrere Preise für die Kartografierung von Höhlen und war Direktorin der National Speleological Society (NSS) und der Quintana Roo Speleological Survey.
Sie hatte mehrere Auftritte im Fernsehen einschließlich der CBS-Morgensendung, bevor sie im Jahr 2007 von Phil Koeghan als Koeghan Hero nominiert wurde. Auftritte mit Barton zeigten die Forschung in Höhlen und das mikrobiologische Leben, das diese rauen Umgebungen enthalten. Sie veröffentlichte zahlreiche Publikationen zur Höhlenforschung und über extremophile Bakterien und war mit Nancy Aulenbach Mitautorin des 2001 erschienenen IMAX-Films Fantastische Höhlen – In den Tiefen der Erde (produziert von Michael J. Cudahy). Daraus entstand ein Kinderbuch, das sie veröffentlichte.

## Schriften
- mit H. A. Bullen, S. A. Oehrle, A. F. Bennett, N. M. Taylor: Use of attenuated total reflectance Fourier transform infrared spectroscopy to identify microbial metabolic products on carbonate mineral surfaces. In: Appl Environ Microbiol. 74 (2008), S. 4553–4559. doi:10.1128/AEM.02936-07, PMID 18502924
- mit J. R. Spear, C. E. Robertson, C. A. Francis, N. R. Pace: Microbial community biofabrics in a geothermal mine adit. In: Appl Environ Microbiol. 73 (2007), S. 6172–6180. doi:10.1128/AEM.00393-07, PMID 17693567
- mit F. Luiszer: Microbial metabolic structure in a sulfidic cave hot spring: potential mechanisms of biospeleogenesis. (PDF-Datei; 458 kB) In: Journal of Cave and Karst Studies. 67 (2005), S. 28–38.
- mit N. M. Taylor, B. R. Lubbers und A. C. Pemberton: DNA extraction from low-biomass carbonate rock: an improved method with reduced contamination and the low-biomass contaminant database. In: J Microbiol Methods. 66, 2006, S. 21–31. doi:10.1016/j.mimet.2005.10.005, PMID 16305811
- mit J. R. Spear, N. R. Pace: Microbial life in the underworld: Biogenicity in secondary mineral formations. In: Geomicrobiology Journal. 18 (2001), S. 359–368. doi:10.1080/01490450152467840
- Introduction to cave microbiology: a review for the non-specialist. (PDF-Datei; 839 kB) In: Journal of Cave and Karst Studies. 68 (2006), 43–54
- mit D. E. Northup: Geomicrobiology in cave environments: past, current and future perspectives. (PDF-Datei; 1001 kB) In: Journal of Cave and Karst Studies. 69 (2007), S. 163–178.
- mit V. Jurado: What's Up Down There? Microbial Diversity in Caves. In: Microbe-American Society for Microbiology. 2 (2007), S. 132.